# Asiracemus linnavuorii
Asiracemus linnavuorii är en insektsart som beskrevs av Asche 1988. Asiracemus linnavuorii ingår i släktet Asiracemus och familjen sporrstritar. Inga underarter finns listade i Catalogue of Life.